# Нойвид
 Тази статия е за града в Германия.  За окръга вижте Нойвид (окръг).  
Нойвид (на немски: Neuwied) е окръжен град в Рейнланд-Пфалц, Германия, с 64 340 жители (2015). Намира на река Рейн и на ок. 10 km севернозападно от Кобленц.